# Ą̊
Ą̊ (gemen form: ą̊) är ett A med det diakritiska tecknet ogonek och en ring över. Används i viss ortografi för älvdalska som den 34:e bokstaven (mellan Å och Ä) och uttalas [õ].